# Nacho (calciatore 1990)
Nacho, pseudonimo di José Ignacio Fernández Iglesias (Madrid, 18 gennaio 1990), è un calciatore spagnolo, difensore dell'Al-Qadisiya, di cui è capitano, e della nazionale spagnola, con cui è stato campione d'Europa nel 2024.
Detiene il record di UEFA Champions League vinte (6, record condiviso con Francisco Gento, Daniel Carvajal, Luka Modrić e Toni Kroos).

## Biografia
È il fratello maggiore di Álex, centrocampista del Cadice e suo compagno di squadra nelle giovanili del Real Madrid. All'età di 12 anni gli fu diagnosticato il diabete, patologia per cui rischiò di dover lasciare il calcio.

## Caratteristiche tecniche
Nonostante la sua posizione naturale sia quella di difensore centrale, può giocare indifferentemente anche come terzino destro o sinistro.
Dispone di grandi doti acrobatiche e di un tiro preciso e molto potente; buona parte delle sue rare segnature sono dovute a tiri da fuori area. La sua sforbiciata al limite dell'area contro il Leonesa nel 2016 fu nominata gol dell'anno della Liga.

## Carriera

### Club

#### Real Madrid Castilla e le prime presenze col Real
Proveniente dalle giovanili del club, dal 2009 gioca con la squadra B del Real Madrid, il Real Madrid Castilla, con cui ha ottenuto fino al 2013 ben 111 presenze in campionato e 4 gol. Debutta con la prima squadra del Real Madrid il 23 aprile 2011, nella trasferta contro il Valencia, conclusasi con la vittoria per 3-6 e in cui Nacho gioca l'intera partita. Conclude la sua prima stagione con due presenze in campionato. Nella stagione seguente riesce ad ottenere solo qualche minuto in una partita di Copa del Rey e non può fregiarsi quindi del titolo vinto della Primera División dal Real.

#### Real Madrid
Nella stagione 2012-2013 viene promosso in prima squadra e trova il campo con più regolarità, vincendo la Supercopa de España 2012 concludendo la stagione con 9 presenze in campionato, 3 in coppa e una in Champions League.
Nella stagione 2013-2014 gioca con più regolarità ottenendo 12 presenze in Primera División, 4 in Coppa del Re (vincendola) e 3 nella UEFA Champions League 2013-2014 vinta dal club madrileno contro l'Atletico Madrid.
La stagione 2014-2015 si apre con la conquista della Supercoppa UEFA. Il 20 dicembre Nacho vince anche la Coppa del mondo per club. In questa stagione totalizza 22 presenze complessive e segna il suo primo gol in Primera Divisiòn, andando in rete il 10 gennaio 2015 contro l'Espanyol.
Nella stagione 2015-2016 si aggiudica la UEFA Champions League vincendo ai rigori il derby contro l'Atletico Madrid nello stadio San Siro di Milano. In questa edizione della coppa continentale ha segnato anche 1 gol in 5 presenze dando perciò il suo contributo alla vittoria. Ha ottenuto anche 16 presenze in campionato e 1 in Coppa del Re, concludendo la stagione con 22 presenze e 1 gol.
L'anno successivo si aggiudica il campionato, e la UEFA Champions League, ottenendo 39 presenze complessive segnando ben 3 gol (record personale di reti in Liga con 2 gol), record migliorato l'anno successivo, in una stagione in cui si è aggiudicato la Supercoppa UEFA e la UEFA Champions League.
Nel giugno 2023 estende il proprio contratto con i blancos per un'altra stagione e diventa, dopo la partenza di Karim Benzema, il nuovo capitano del Real Madrid. In stagione si aggiudica il campionato e la UEFA Champions League, eguagliando con altri tre compagni (Daniel Carvajal, Luka Modric e Toni Kroos il record di titoli appartenente a Francisco Gento, vincitore del torneo per 6 volte.
Il 25 giugno 2024 viene ufficializzata la decisione di Nacho di non proseguire la sua esperienza con il Real Madrid: in 14 stagioni con la prima squadra ha vinto 26 titoli (6 Champions, 5 Mondiali per club, 4 Supercoppe europee, 4 Liga, 2 Coppe del Re e 5 Supercoppe spagnole) mettendo insieme 364 presenze e 16 gol.

#### Al Qadisiya
Il 27 giugno 2024, Nacho viene ufficialmente ingaggiato a titolo definitivo dall'Al-Qadisiya, squadra neopromossa in Saudi Professional League, con cui sottoscrive un contratto biennale.

### Nazionale
Nel 2007 vince con l'Under 17 spagnola l'europeo di categoria. Nel giugno 2013 viene convocato nella rosa dell'Under-21 spagnola per il campionato europeo di calcio Under-21 2013. Il 18 giugno 2013 vince il campionato europeo di categoria in Israele nella finale giocata con l'Italia e terminata con il risultato di 4-2 per le furie rosse.
Il 10 settembre 2013 debutta a Ginevra con la nazionale maggiore in un incontro amichevole tra la Spagna e il Cile, subentrando nel secondo tempo al 59º minuto al posto di Sergio Ramos. Il 12 ottobre 2015 torna a giocare con le "furie rosse". nella gara di Kiev, giocando da titolare nell'ultima partita valida per le Qualificazioni al campionato europeo di calcio 2016, contro l'Ucraina.
Il 21 maggio 2018 viene incluso dal commissario tecnico della Spagna Lopetegui nella lista dei convocati per il Mondiale di Russia 2018, che per la nazionale spagnola si conclude allo stadio degli ottavi di finale, nei quali viene sconfitta ai rigori dai padroni di casa della Russia. Schierato dall'inizio del match nella prima sfida della competizione, segna il suo primo gol in nazionale contro il Portogallo con un potente e preciso tiro rasoterra da fuori area, inserito nel lotto dei gol più belli del torneo dall'organizzazione ufficiale.

## Statistiche

### Presenze e reti nei club
Statistiche aggiornate al 30 maggio 2025.
| Stagione                    | Squadra                     | Campionato                  | Campionato | Campionato | Coppe nazionali | Coppe nazionali | Coppe nazionali | Coppe continentali | Coppe continentali | Coppe continentali | Altre coppe | Altre coppe | Altre coppe | Totale | Totale |
| Stagione                    | Squadra                     | Comp                        | Pres       | Reti       | Comp            | Pres            | Reti            | Comp               | Pres               | Reti               | Comp        | Pres        | Reti        | Pres   | Reti   |
| --------------------------- | --------------------------- | --------------------------- | ---------- | ---------- | --------------- | --------------- | --------------- | ------------------ | ------------------ | ------------------ | ----------- | ----------- | ----------- | ------ | ------ |
| 2007-2008                   | Real Madrid C               | TD                          | -          | -          | CFE             | 2               | 0               | -                  | -                  | -                  | -           | -           | -           | 2      | 0      |
| 2008-2009                   | Real M. Castilla            | SDB                         | 2          | 0          | -               | -               | -               | -                  | -                  | -                  | -           | -           | -           | 2      | 0      |
| 2009-2010                   | Real M. Castilla            | SDB                         | 21         | 1          | -               | -               | -               | -                  | -                  | -                  | -           | -           | -           | 21     | 1      |
| 2010-2011                   | Real M. Castilla            | SDB                         | 30+2       | 0+0        | -               | -               | -               | -                  | -                  | -                  | -           | -           | -           | 32     | 0      |
| 2011-2012                   | Real M. Castilla            | SDB                         | 33+4       | 3+0        | -               | -               | -               | -                  | -                  | -                  | -           | -           | -           | 37     | 3      |
| 2012-2013                   | Real M. Castilla            | SD                          | 19         | 0          | -               | -               | -               | -                  | -                  | -                  | -           | -           | -           | 19     | 0      |
| Totale Real Madrid Castilla | Totale Real Madrid Castilla | Totale Real Madrid Castilla | 105+6      | 4+0        |                 | -               | -               | -                  | -                  | -                  | -           | -           | -           | 111    | 4      |
| 2010-2011                   | Real Madrid                 | PD                          | 2          | 0          | CR              | 0               | 0               | UCL                | 0                  | 0                  | -           | -           | -           | 2      | 0      |
| 2011-2012                   | Real Madrid                 | PD                          | 0          | 0          | CR              | 1               | 0               | UCL                | 0                  | 0                  | SS          | 0           | 0           | 1      | 0      |
| 2012-2013                   | Real Madrid                 | PD                          | 9          | 0          | CR              | 3               | 0               | UCL                | 1                  | 0                  | SS          | 0           | 0           | 13     | 0      |
| 2013-2014                   | Real Madrid                 | PD                          | 12         | 0          | CR              | 4               | 0               | UCL                | 3                  | 0                  | -           | -           | -           | 19     | 0      |
| 2014-2015                   | Real Madrid                 | PD                          | 14         | 1          | CR              | 2               | 0               | UCL                | 6                  | 0                  | SU+SS+Cmc   | 0           | 0           | 22     | 1      |
| 2015-2016                   | Real Madrid                 | PD                          | 16         | 0          | CR              | 1               | 0               | UCL                | 5                  | 1                  | -           | -           | -           | 22     | 1      |
| 2016-2017                   | Real Madrid                 | PD                          | 28         | 2          | CR              | 5               | 1               | UCL                | 4                  | 0                  | SU+Cmc      | 0+2         | 0           | 39     | 3      |
| 2017-2018                   | Real Madrid                 | PD                          | 27         | 3          | CR              | 6               | 0               | UCL                | 8                  | 1                  | SU+SS+Cmc   | 0+0+1       | 0           | 42     | 4      |
| 2018-2019                   | Real Madrid                 | PD                          | 20         | 0          | CR              | 5               | 0               | UCL                | 5                  | 0                  | SU+Cmc      | 0           | 0           | 30     | 0      |
| 2019-2020                   | Real Madrid                 | PD                          | 6          | 1          | CR              | 3               | 1               | UCL                | 1                  | 0                  | SS          | 0           | 0           | 10     | 2      |
| 2020-2021                   | Real Madrid                 | PD                          | 24         | 1          | CR              | 0               | 0               | UCL                | 8                  | 0                  | SS          | 1           | 0           | 33     | 1      |
| 2021-2022                   | Real Madrid                 | PD                          | 28         | 3          | CR              | 3               | 0               | UCL                | 9                  | 0                  | SS          | 2           | 0           | 42     | 3      |
| 2022-2023                   | Real Madrid                 | PD                          | 27         | 1          | CR              | 5               | 0               | UCL                | 8                  | 0                  | SS+SU+Cmc   | 2+0+2       | 0           | 44     | 1      |
| 2023-2024                   | Real Madrid                 | PD                          | 29         | 0          | CR              | 2               | 0               | UCL                | 12                 | 0                  | SS          | 2           | 0           | 45     | 0      |
| Totale Real Madrid          | Totale Real Madrid          | Totale Real Madrid          | 242        | 12         |                 | 40              | 2               |                    | 70                 | 2                  |             | 12          | 0           | 364    | 16     |
| 2024-2025                   | Al-Qadisiya                 | SPL                         | 31         | 0          | KC              | 5               | 0               | -                  | -                  | -                  | -           | -           | -           | 36     | 0      |
| Totale Carriera             | Totale Carriera             | Totale Carriera             | 384        | 16+0       |                 | 47              | 2               |                    | 70                 | 2                  |             | 12          | 0           | 513    | 20     |

### Cronologia presenze e reti in nazionale
| Cronologia completa delle presenze e delle reti in nazionale ― Spagna | Cronologia completa delle presenze e delle reti in nazionale ― Spagna | Cronologia completa delle presenze e delle reti in nazionale ― Spagna | Cronologia completa delle presenze e delle reti in nazionale ― Spagna | Cronologia completa delle presenze e delle reti in nazionale ― Spagna | Cronologia completa delle presenze e delle reti in nazionale ― Spagna | Cronologia completa delle presenze e delle reti in nazionale ― Spagna | Cronologia completa delle presenze e delle reti in nazionale ― Spagna |
| Data                                                                  | Città                                                                 | In casa                                                               | Risultato                                                             | Ospiti                                                                | Competizione                                                          | Reti                                                                  | Note                                                                  |
| --------------------------------------------------------------------- | --------------------------------------------------------------------- | --------------------------------------------------------------------- | --------------------------------------------------------------------- | --------------------------------------------------------------------- | --------------------------------------------------------------------- | --------------------------------------------------------------------- | --------------------------------------------------------------------- |
| 10-9-2013                                                             | Ginevra                                                               | Spagna                                                                | 2 – 2                                                                 | Cile                                                                  | Amichevole                                                            | -                                                                     | 59’                                                                   |
| 12-10-2015                                                            | Kiev                                                                  | Ucraina                                                               | 0 – 1                                                                 | Spagna                                                                | Qual. Euro 2016                                                       | -                                                                     |                                                                       |
| 24-3-2016                                                             | Udine                                                                 | Italia                                                                | 1 – 1                                                                 | Spagna                                                                | Amichevole                                                            | -                                                                     | 46’                                                                   |
| 27-3-2016                                                             | Cluj-Napoca                                                           | Romania                                                               | 0 – 0                                                                 | Spagna                                                                | Amichevole                                                            | -                                                                     | 52’                                                                   |
| 6-10-2016                                                             | Torino                                                                | Italia                                                                | 1 – 1                                                                 | Spagna                                                                | Qual. Mondiali 2018                                                   | -                                                                     | 22’                                                                   |
| 12-11-2016                                                            | Granada                                                               | Spagna                                                                | 4 – 0                                                                 | Macedonia                                                             | Qual. Mondiali 2018                                                   | -                                                                     |                                                                       |
| 15-11-2016                                                            | Londra                                                                | Inghilterra                                                           | 2 – 2                                                                 | Spagna                                                                | Amichevole                                                            | -                                                                     |                                                                       |
| 28-3-2017                                                             | Saint-Denis                                                           | Francia                                                               | 0 – 2                                                                 | Spagna                                                                | Amichevole                                                            | -                                                                     | 86’                                                                   |
| 7-6-2017                                                              | Murcia                                                                | Spagna                                                                | 2 – 2                                                                 | Colombia                                                              | Amichevole                                                            | -                                                                     |                                                                       |
| 5-9-2017                                                              | Vaduz                                                                 | Liechtenstein                                                         | 0 – 8                                                                 | Spagna                                                                | Qual. Mondiali 2018                                                   | -                                                                     | 46’                                                                   |
| 6-10-2017                                                             | Alicante                                                              | Spagna                                                                | 3 – 0                                                                 | Albania                                                               | Qual. Mondiali 2018                                                   | -                                                                     | 60’                                                                   |
| 9-10-2017                                                             | Haifa                                                                 | Israele                                                               | 0 – 1                                                                 | Spagna                                                                | Qual. Mondiali 2018                                                   | -                                                                     |                                                                       |
| 11-11-2017                                                            | Malaga                                                                | Spagna                                                                | 5 – 0                                                                 | Costa Rica                                                            | Amichevole                                                            | -                                                                     | 46’                                                                   |
| 14-11-2017                                                            | San Pietroburgo                                                       | Russia                                                                | 3 – 3                                                                 | Spagna                                                                | Amichevole                                                            | -                                                                     |                                                                       |
| 23-3-2018                                                             | Düsseldorf                                                            | Germania                                                              | 1 – 1                                                                 | Spagna                                                                | Amichevole                                                            | -                                                                     | 51’                                                                   |
| 3-6-2018                                                              | Vila-real                                                             | Spagna                                                                | 1 – 1                                                                 | Svizzera                                                              | Amichevole                                                            | -                                                                     | 70’                                                                   |
| 9-6-2018                                                              | Krasnodar                                                             | Tunisia                                                               | 0 – 1                                                                 | Spagna                                                                | Amichevole                                                            | -                                                                     | 46’                                                                   |
| 15-6-2018                                                             | Soči                                                                  | Portogallo                                                            | 3 – 3                                                                 | Spagna                                                                | Mondiali 2018 - 1º turno                                              | 1                                                                     |                                                                       |
| 1-7-2018                                                              | Mosca                                                                 | Spagna                                                                | 1 – 1 dts (3 – 4 dtr)                                                 | Russia                                                                | Mondiali 2018 - Ottavi di finale                                      | -                                                                     | 70’                                                                   |
| 8-9-2018                                                              | Londra                                                                | Inghilterra                                                           | 1 – 2                                                                 | Spagna                                                                | UEFA Nations League 2018-2019 - 1º turno                              | -                                                                     |                                                                       |
| 11-9-2018                                                             | Elche                                                                 | Spagna                                                                | 6 – 0                                                                 | Croazia                                                               | UEFA Nations League 2018-2019 - 1º turno                              | -                                                                     |                                                                       |
| 15-10-2018                                                            | Siviglia                                                              | Spagna                                                                | 2 – 3                                                                 | Inghilterra                                                           | UEFA Nations League 2018-2019 - 1º turno                              | -                                                                     |                                                                       |
| 25-3-2023                                                             | Malaga                                                                | Spagna                                                                | 3 – 0                                                                 | Norvegia                                                              | Qual. Euro 2024                                                       | -                                                                     |                                                                       |
| 18-6-2023                                                             | Rotterdam                                                             | Croazia                                                               | 0 – 0 dts (4 – 5 dtr)                                                 | Spagna                                                                | UEFA Nations League 2022-2023 - Finale                                | -                                                                     | 78’ 96’                                                               |
| 8-6-2024                                                              | Palma di Maiorca                                                      | Spagna                                                                | 5 – 1                                                                 | Irlanda del Nord                                                      | Amichevole                                                            | -                                                                     | 53’                                                                   |
| 15-6-2024                                                             | Berlino                                                               | Spagna                                                                | 3 – 0                                                                 | Croazia                                                               | Euro 2024 - 1º turno                                                  | -                                                                     |                                                                       |
| 5-7-2024                                                              | Stoccarda                                                             | Spagna                                                                | 2 – 1 dts                                                             | Germania                                                              | Euro 2024 - Quarti di finale                                          | -                                                                     | 46’                                                                   |
| 9-7-2024                                                              | Monaco di Baviera                                                     | Spagna                                                                | 2 – 1                                                                 | Francia                                                               | Euro 2024 - Semifinale                                                | -                                                                     |                                                                       |
| 14-7-2024                                                             | Berlino                                                               | Spagna                                                                | 2 – 1                                                                 | Inghilterra                                                           | Euro 2024 - Finale                                                    | -                                                                     | 83’                                                                   |
| Totale                                                                |                                                                       | Presenze                                                              | 29                                                                    |                                                                       | Reti                                                                  | 1                                                                     |                                                                       |

## Palmarès

### Club

#### Competizioni nazionali
- Coppa di Spagna: 2

Real Madrid: 2013-2014, 2022-2023
- Campionato spagnolo: 4

Real Madrid: 2016-2017, 2019-2020, 2021-2022, 2023-2024
- Supercoppa di Spagna: 5

Real Madrid: 2012, 2017, 2019, 2022, 2024

#### Competizioni internazionali
- UEFA Champions League: 6  (record condiviso con Francisco Gento, Daniel Carvajal, Luka Modrić e Toni Kroos)

Real Madrid: 2013-2014, 2015-2016, 2016-2017, 2017-2018, 2021-2022, 2023-2024.
- Supercoppa UEFA: 4

Real Madrid: 2014, 2016, 2017, 2022
- Coppa del mondo per club: 5

Real Madrid: 2014, 2016, 2017, 2018, 2022

### Nazionale

#### Competizioni giovanili
- Campionato d'Europa Under-17: 1

2007
- Campionato d'Europa Under-21: 1

2013

#### Competizioni maggiori
- UEFA Nations League: 1

2022-2023
- Campionato d'Europa: 1

Germania 2024